# Damnview: Built from Nothing
『Damnview: Built from Nothing』は、Sindiecate ArtsおよびBrainwash Gangにより開発されているゲームソフト。2019年リリース予定とされていたが2020年以降発売に至っていない。

## 概要
登場するキャラクターは基本的に擬人化をされた動物の姿をしている。雰囲気はグレーを基調としている暗くて陰鬱な面が特徴的である。

## ゲームシステム
プレイヤーは街の中で社会的な成功を収めるために生活していく事になる。プレイヤーは真っ当なもの（ビデオストアやコインランドリーの店員・タクシーの運転手など）から裏稼業（違法商品の密輸・路上での薬物販売など）など様々な職業に就く事が出来る。稼いだ収入を使用すれな家を建てることなどが可能である。戦闘要素も存在する。

## 世界観
本作の舞台は一つの街である。街は様々な地区に分かれておりそれぞれの地区には多様な社会階級に属している人々が存在する。